# Atractylis cancellata
La masticogna annua (nome scientifico Atractylis cancellata L., 1753) è una pianta angiosperma dicotiledone di aspetto erbaceo, con fusto eretto appartenente alla famiglia delle Asteraceae.

## Descrizione

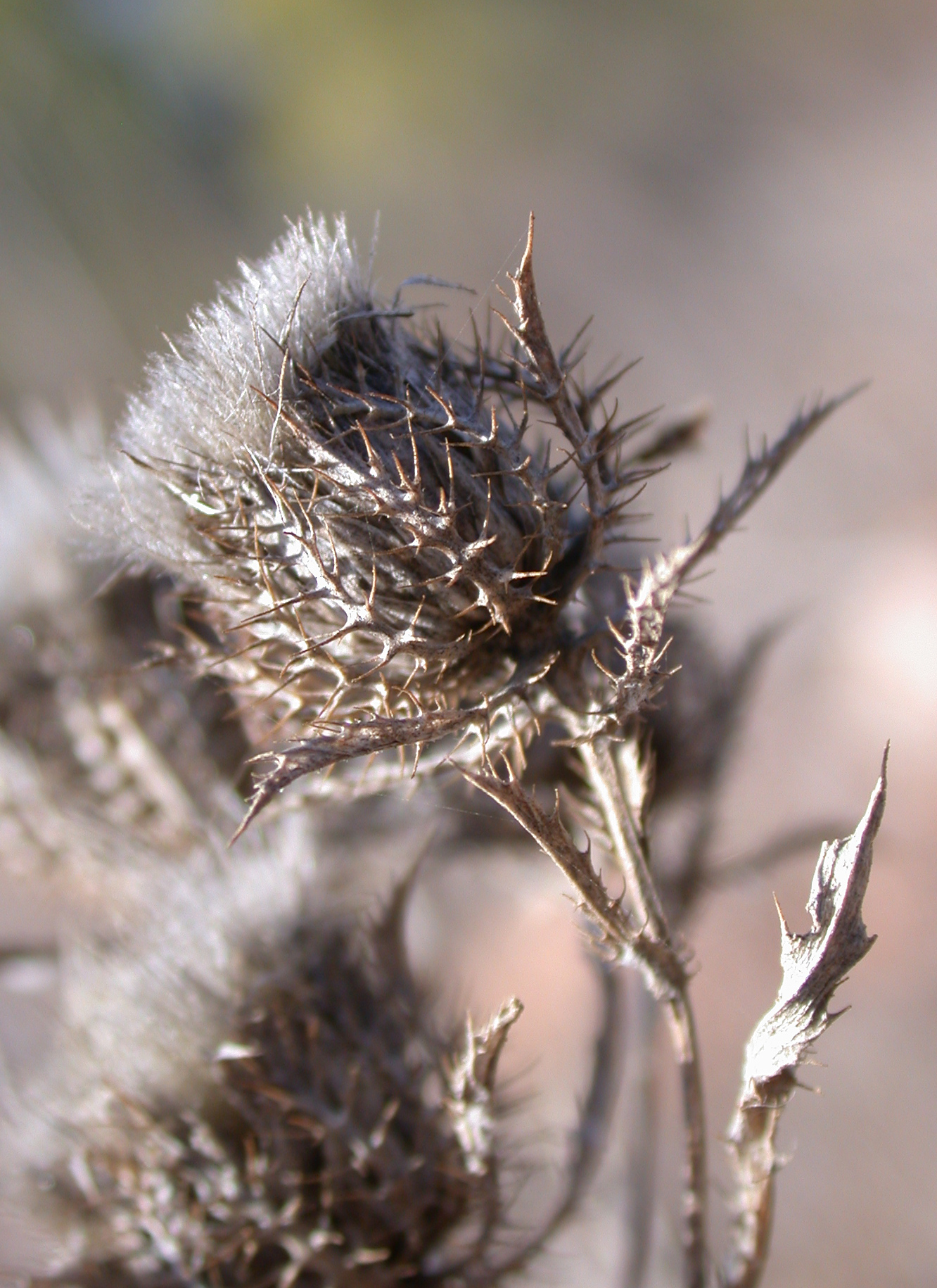
Il portamento

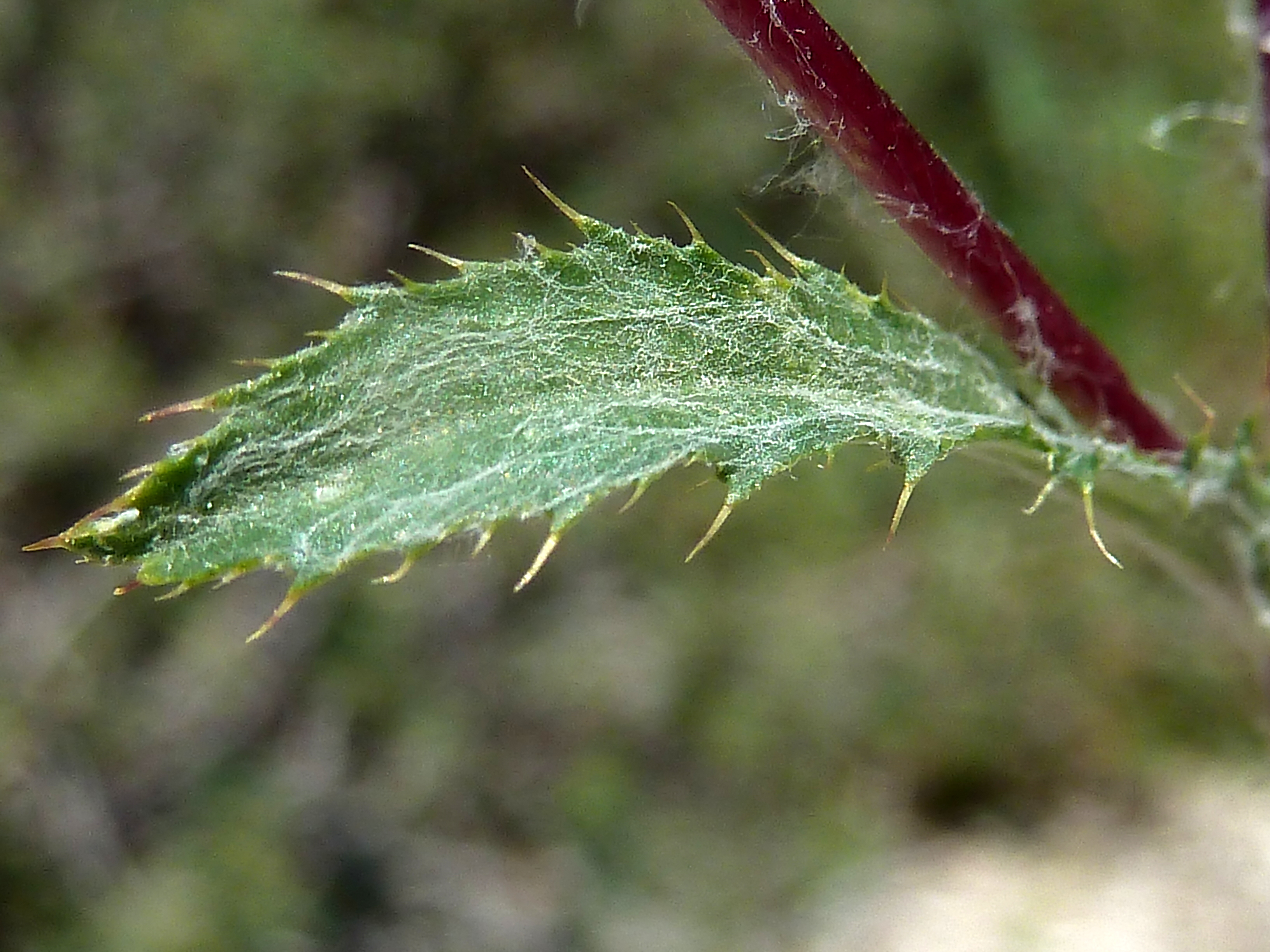
Le foglie

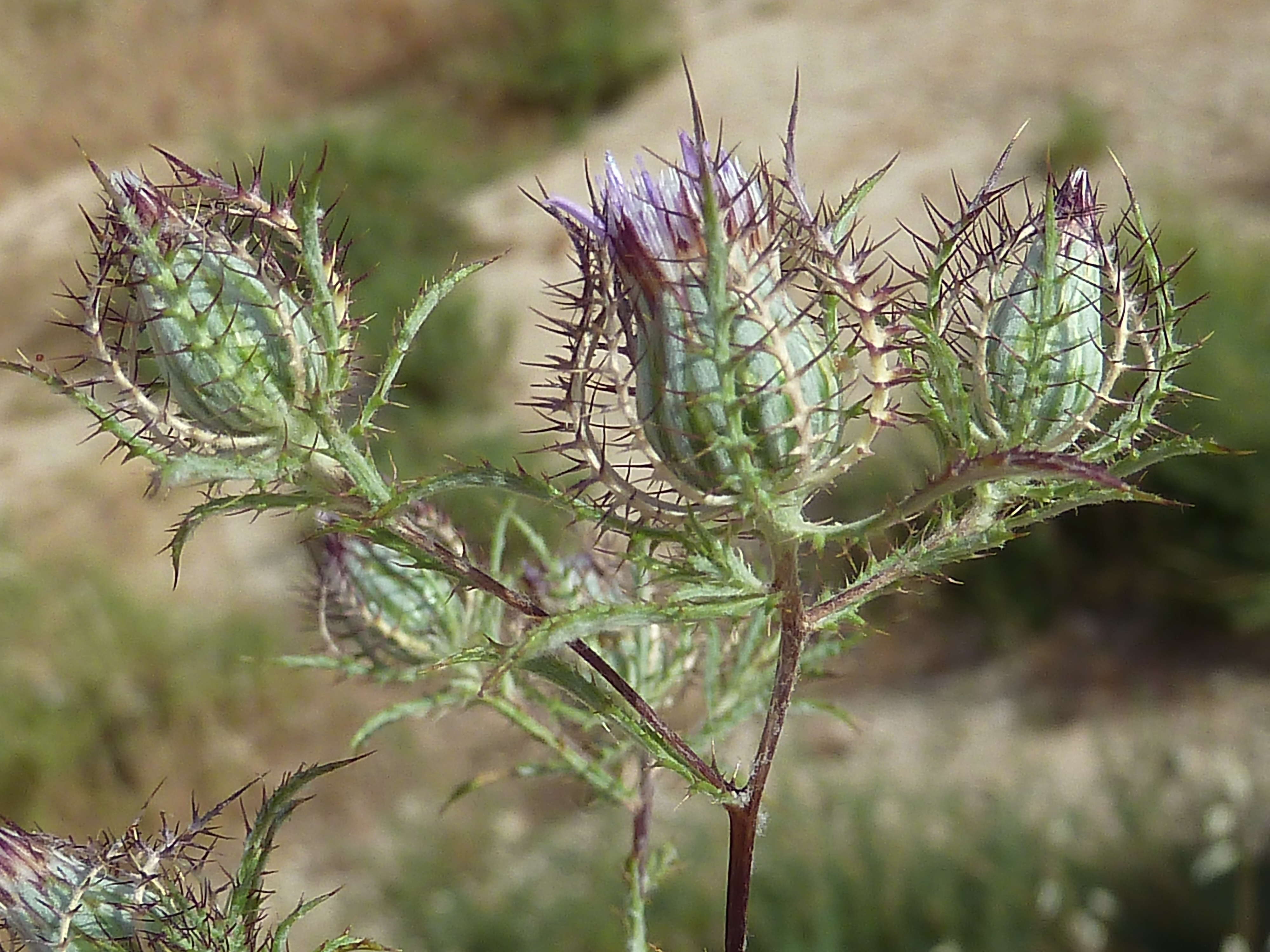
Infiorescenza

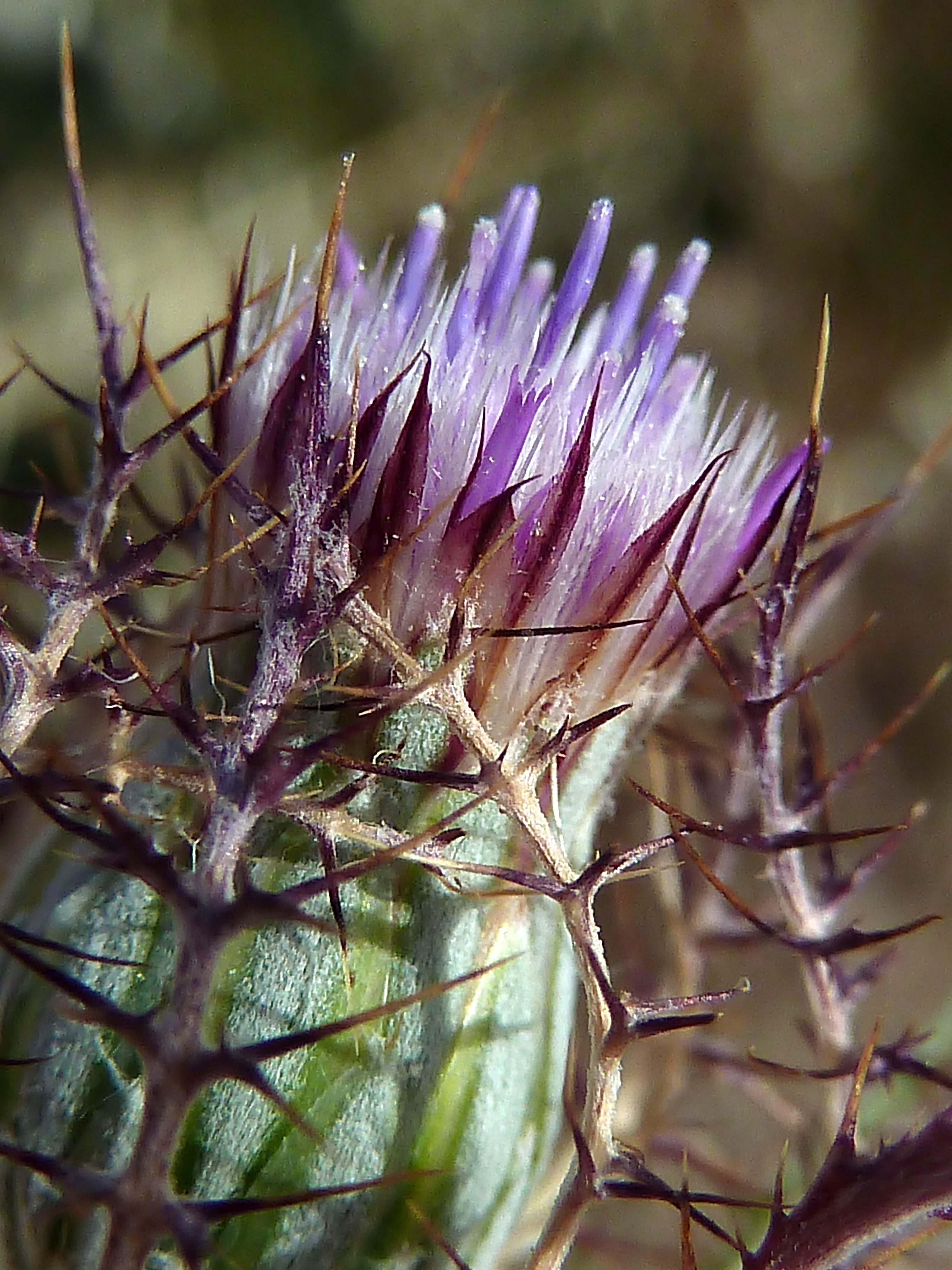
I fiori

La pianta di questa voce è una erbacea annuale con altezze variabili tra 6 e 25 cm. La forma biologica è terofita scaposa (T scap), ossia in generale sono piante erbacee che differiscono dalle altre forme biologiche poiché, essendo annuali, superano la stagione avversa sotto forma di seme e sono munite di asse fiorale eretto e spesso privo di foglie. I fusti sono brevi, eretti o ascendenti, cilindrici e ramosi; la superficie è bianco-sericea; sotto il tomento possono essere più o meno arrossati.
Le foglie, disposte in modo alterno, sono di due tipi: basali e cauline. Quelle basali hanno un contorno spatolato; i bordi sono dentato-aculeati. Quelle cauline hanno un contorno lineare con aculei patenti; sono appressate al fusto. La superficie inferiore è sericea. Dimensione delle foglie basali: larghezza 6 – 8 cm; lunghezza 20 – 30 cm. Dimensione delle foglie cauline: larghezza 3 cm; lunghezza 20 – 30 cm.
Le infiorescenze sono composte da capolini per lo più solitari, ma anche in aggregazioni corimbose, e avvolti da vistose brattee simili a foglie. I capolini, omogami o eterogami, di tipo discoide, sono formati da un involucro a forma più o meno ovoide composto da brattee (o squame) all'interno delle quali un ricettacolo fa da base ai fiori tutti tubulosi. Le brattee sono di due tipi:
- brattee esterne e basali: sono delle foglie bratteiformi che avvolgono il capolino; sono imparipennate con aculei;
- brattee interne: sono disposte in modo embricato e scalato; all'apice sono purpuree.

Il ricettacolo è densamente ricoperto con grandi scaglie, scariose e laciniate-fimbriate. Dimensione dell'involucro: 6 – 9 cm.
I fiori sono principalmente del tipo tubuloso. I fiori sono tetra-ciclici (ossia sono presenti 4 verticilli: calice – corolla – androceo – gineceo) e pentameri (ogni verticillo ha 5 elementi). I fiori sono ermafroditi e actinomorfi.
- Formula fiorale:

- /x K {\displaystyle \infty }, [C (5), A (5)], G 2 (infero), achenio

- Calice: i sepali del calice sono ridotti ad una coroncina di squame.
- Corolla: le corolle dei fiori in genere sono corte e colorate di porpora.
- Androceo: gli stami sono 5 con filamenti liberi, distinti e glabri, mentre le antere sono saldate in un manicotto (o tubo) circondante lo stilo.[11] Le antere hanno delle lunghe appendici sericee.
- Gineceo: lo stilo è filiforme e corto; gli stigmi dello stilo sono due divergenti. L'ovario è infero uniloculare formato da 2 carpelli.
- Fioritura: da aprile a maggio.

Il frutto è un achenio con un pappo. L'achenio, con forme oblungo-obconiche e con lunghi peli, è densamente sericeo e il pericarpo è di tipo parenchimatico. Il pappo (persistente o deciduo) è formato da setole piumose libere.

## Biologia
- Impollinazione: l'impollinazione avviene tramite insetti (impollinazione entomogama).
- Riproduzione: la fecondazione avviene fondamentalmente tramite l'impollinazione dei fiori (vedi sopra).
- Dispersione: i semi cadendo a terra (dopo essere stati trasportati per alcuni metri dal vento per merito del pappo – disseminazione anemocora) sono successivamente dispersi soprattutto da insetti tipo formiche (disseminazione mirmecoria).

## Distribuzione
- Geoelemento: il tipo corologico (area di origine) è "Sud Mediterraneo".
- Distribuzione: in Italia questa pianta si trova raramente al Sud (più comune nelle Isole). Fuori dall'Italia si trova lungo le coste del Mediterraneo (dalla Spagna fino al Pakistan).
- Habitat:  l'habitat preferito per queste piante le garighe e i pascoli aridi.
- Distribuzione altitudinale: sui rilievi, in Italia, queste piante si possono trovare fino a 1.200 m s.l.m..
- Fitosociologia: queste piante frequentano i prati effimeri della fascia termo-mediterranea su suoli poveri di nutrienti; comunità vegetale: Stipo-Bupleuretalia.

## Tassonomia
La famiglia di appartenenza di questa voce (Asteraceae o Compositae, nomen conservandum) probabilmente originaria del Sud America, è la più numerosa del mondo vegetale, comprende oltre 23.000 specie distribuite su 1.535 generi, oppure 22.750 specie e 1.530 generi secondo altre fonti (una delle checklist più aggiornata elenca fino a 1.679 generi). La famiglia attualmente (2021) è divisa in 16 sottofamiglie.
La tribù Cardueae a sua volta è suddivisa in 12 sottotribù (la sottotribù Carlininae è una di queste).

### Filogenesi
Nell'ambito della sottotribù il genere Atractylis occupa una posizione vicina al genere Carlina; formano un "gruppo fratello" e probabilmente rappresentano il "core" della sottotribù.
I caratteri morfologici distintivi per le specie di questo genere sono: la lamina delle foglie è normalmente pennatosetta, con denti spinosi o raramente è intera e senza spine; le brattee dell'involucro sono scariose; gli acheni sono privi di ispessimenti basali; le scaglie del ricettacolo sono libere e non racchiudono gli acheni; le brattee più interne dell'involucro non sono evidenti. In particolare si differenzia dal genere Carlina per la particolare struttura dell'involucro formato da una serie di brattee esterne a forma pennato-eretta e una serie di brattee interne a forma lanceolata.
Il numero cromosomico delle specie di questa voce è: 2n = 20.

### Sinonimi
Sono elencati alcuni sinonimi per questa entità:
- Acarna cancellata (L.) All.
- Atractylis caespitosa  Viv.
- Atractylis cancellata subsp. gaditana  Franco
- Atractylis canescens  Salzm. ex Ball
- Atractylis glomerata  (Caball.) Arènes
- Atractylis glomerata  Caball.
- Carthamus cancellatus  (L.) Lam.
- Cirsellium cancellatum  (L.) Gaertn.
- Crocodilina cancellata  (L.) Bubani